# Campeonato Mundial de Atletismo em Pista Coberta de 2024 - 400 m feminino
A prova dos 400 metros feminino do Campeonato Mundial de Atletismo em Pista Coberta de 2024 ocorreu nos dias 1 e 2 de março na Arena Commonwealth, em Glasgow, no Reino Unido.

## Recordes
Antes desta competição, os recordes mundiais e do campeonato nesta prova eram os seguintes:
|                       | Nome            | Nacionalidade | Tempo  | Local     | Data                    |
| --------------------- | --------------- | ------------- | ------ | --------- | ----------------------- |
| Recorde mundial       | Femke Bol       | Países Baixos | 49s 24 | Apeldoorn | 18 de fevereiro de 2024 |
| Recorde do campeonato | Olesya Forsheva | Rússia        | 50s 04 | Rússia    | 12 de março de 2006     |

Os seguintes recordes foram estabelecidos durante esta competição:
| Data       | Evento | Atleta    | Nacionalidade | Tempo  | Notas |
| ---------- | ------ | --------- | ------------- | ------ | ----- |
| 2 de março | Final  | Femke Bol | Países Baixos | 49s 17 | ,     |

## Medalhistas
| Ouro            | Prata              | Bronze              |
| Femke Bol (NED) | Lieke Klaver (NED) | Alexis Holmes (USA) |

## Cronograma
Todos os horários são locais (UTC+0).
| Data       | Hora  | Evento    |
| ---------- | ----- | --------- |
| 1 de março | 10:22 | Bateria   |
| 1 de março | 20:50 | Semifinal |
| 2 de março | 21:02 | Final     |

## Resultados

### Bateria
Qualificação: 2 atletas de cada bateria (Q) mais os 4 melhores qualificados (q).
| Posição | Bateria | Raia | Atleta              | Nacionalidade   | Tempo | MS     | Notas                |
| ------- | ------- | ---- | ------------------- | --------------- | ----- | ------ | -------------------- |
| 1       | 2       | 6    | Lieke Klaver        | Países Baixos   | 51.31 |        | Q                    |
| 2       | 2       | 4    | Susanne Gogl-Walli  | Áustria         | 51.43 |        | Q,                   |
| 3       | 1       | 5    | Laviai Nielsen      | Grã-Bretanha    | 51.82 |        | Q                    |
| 4       | 2       | 5    | Lada Vondrová       | Chéquia         | 51.94 |        | q                    |
| 5       | 4       | 6    | Femke Bol           | Países Baixos   | 52.00 |        | Q                    |
| 6       | 2       | 3    | Stacey-Ann Williams | Jamaica         | 52.16 |        | q                    |
| 7       | 3       | 5    | Talitha Diggs       | Estados Unidos  | 52.17 | 52.167 | Q                    |
| 8       | 1       | 6    | Andrea Miklós       | Roménia         | 52.17 | 52.168 | Q                    |
| 9       | 3       | 3    | Sharlene Mawdsley   | Irlanda         | 52.23 | 52.229 | Q                    |
| 9       | 3       | 6    | Henriette Jæger     | Noruega         | 52.23 | 52.229 | Q                    |
| 9       | 3       | 4    | Amandine Brossier   | França          | 52.23 | 52.229 | Q                    |
| 12      | 1       | 3    | Tereza Petržilková  | Chéquia         | 52.31 |        | [ a ]                |
| 13      | 4       | 5    | Alexis Holmes       | Estados Unidos  | 52.53 |        | Q                    |
| 14      | 1       | 4    | Cátia Azevedo       | Portugal        | 52.92 |        | [ a ]                |
| 15      | 4       | 4    | Charokee Young      | Jamaica         | 53.04 |        |                      |
| 16      | 1       | 2    | Eva Santidrián      | Espanha         | 53.07 |        |                      |
| 17      | 2       | 1    | Gunta Vaičule       | Letônia         | 53.09 |        | Recorde da temporada |
| 18      | 4       | 1    | Ayomide Folorunso   | Itália          | 53.15 |        |                      |
| 19      | 4       | 3    | Tiffani Marinho     | Brasil          | 53.48 |        |                      |
| 20      | 4       | 2    | Grace Claxton       | Porto Rico      | 54.62 |        |                      |
| 21      | 3       | 2    | Lauren Hoffman      | Filipinas       | 54.66 |        |                      |
| 22      | 2       | 2    | Yanique Haye-Smith  | Turcas e Caicos | 54.98 |        | Recorde da temporada |
| 23      | 1       | 1    | Shalysa Wray        | Ilhas Caimã     | 55.82 |        | Recorde da temporada |
| 24      | 3       | 1    | Tábata de Carvalho  | Brasil          | 57.73 |        |                      |

### Semifinal
Qualificação: classificaram-se os 3 melhores de cada bateria (Q).
| Posição | Bateria | Raia | Atleta              | Nacionalidade  | Tempo | Notas    |
| ------- | ------- | ---- | ------------------- | -------------- | ----- | -------- |
| 1       | 2       | 5    | Femke Bol           | Países Baixos  | 50.66 | Q        |
| 2       | 2       | 2    | Alexis Holmes       | Estados Unidos | 50.99 | Q        |
| 3       | 1       | 5    | Lieke Klaver        | Países Baixos  | 51.18 | Q        |
| 4       | 1       | 6    | Talitha Diggs       | Estados Unidos | 51.28 | Q        |
| 5       | 2       | 6    | Laviai Nielsen      | Grã-Bretanha   | 51.44 | Q        |
| 6       | 2       | 3    | Henriette Jæger     | Noruega        | 51.48 |          |
| 7       | 2       | 4    | Andrea Miklós       | Roménia        | 51.83 |          |
| 8       | 1       | 3    | Susanne Gogl-Walli  | Áustria        | 52.47 | Q        |
| 9       | 2       | 1    | Lada Vondrová       | Chéquia        | 52.48 |          |
| 10      | 1       | 1    | Stacey-Ann Williams | Jamaica        | 52.72 |          |
| 11      | 1       | 2    | Amandine Brossier   | França         | 53.26 |          |
|         | 1       | 4    | Sharlene Mawdsley   | Irlanda        | DSQ   | TR17.1.2 |

### Final
A final ocorreu dia 2 de março às 21:02.
| Posição           | Raia | Atleta             | Nacionalidade  | Tempo | Notas            |
| ----------------- | ---- | ------------------ | -------------- | ----- | ---------------- |
| Medalha de ouro   | 5    | Femke Bol          | Países Baixos  | 49.17 | ,                |
| Medalha de prata  | 6    | Lieke Klaver       | Países Baixos  | 50.16 |                  |
| Medalha de bronze | 3    | Alexis Holmes      | Estados Unidos | 50.24 | Recorde pessoal  |
| 4                 | 2    | Laviai Nielsen     | Grã-Bretanha   | 50.89 | Recorde pessoal  |
| 5                 | 4    | Talitha Diggs      | Estados Unidos | 51.23 | =                |
| 6                 | 1    | Susanne Gogl-Walli | Áustria        | 51.37 | Recorde nacional |

Legenda
| Recorde mundial       | Recorde mundial (World record)               |                       | Recorde africano                      | Recorde africano (African) |                                           | Q | Classificado por posição (Qualified) |
| Recorde do campeonato | Recorde do campeonato (Championship record)  | Recorde da América    | Recorde da América (Americas)         | q                          | Classificado por melhor tempo (Qualified) |   |                                      |
| Melhor marca do ano   | Melhor marca do ano (World leading)          | Recorde asiático      | Recorde asiático (Asian)              | DNS                        | Não largou (Did not start)                |   |                                      |
| Recorde nacional      | Recorde nacional (National record)           | Recorde europeu       | Recorde europeu (European)            | DNF                        | Não terminou (Did not finish)             |   |                                      |
| Recorde pessoal       | Recorde pessoal do atleta (Personal best)    | Recorde da Oceania    | Recorde da Oceania (Oceania)          | DSQ / DQ                   | Desclassificado (Disqualified)            |   |                                      |
| Recorde da temporada  | Recorde da temporada do atleta (Season best) | Recorde sul-americano | Recorde sul-americano (South America) | NM                         | Sem marca (No mark)                       |   |                                      |